# Туркестанский сборник
«Туркестанский сборник сочинений и статей, относящихся до Средней Азии вообще и Туркестанскому краю в особенности» — собрание разнообразных печатных материалов (книги, журнальные и газетные статьи, вырезки из газет и журналов) по различным темам, касающимся среднеазиатских владений Российской империи. Составление сборника было начато по представлению туркестанского генерал-губернатора К. П. Кауфмана в целях информационного обеспечения представителей русской администрации и интеллектуальной общественности относительно положения в различных областях жизни недавно присоединенного края. Появление «Туркестанского сборника» знаменует собой важный этап всестороннего исследования Средней Азии периода её присоединения к Российской империи. Эта уникальная подборка материалов по Туркестану состоит из 594 томов и в настоящее время находится в собрании Государственной Библиотеки Узбекистана им. А. Навои.
Основная часть «Туркестанского сборника» (тома с 1 по 416) была подготовлена в Санкт-Петербурге под руководством известного русского библиографа Владимира Межова с 1867 по 1887 годы. Затем составление новых томов сборника возобновилось только в 1907 году в Ташкенте. К 1910 году под руководством библиографа Н. В. Дмитровского было выпущено 127 томов (с 417 по 543), а в 1911—1916 годах под руководством востоковеда Александра Семенова — ещё 48 (с 544 по 591). Последние три тома «Туркестанского сборника» (с 592 по 594) были составлены под руководством библиографа Е. К. Бетгера в 1939 году. Кроме того, в разное время было составлено несколько каталогов и указателей к материалам сборника.

## Причины создания Туркестанского сборника
История составления сборника неразрывно связана с историей организации Туркестанской Публичной библиотеки, ставшей впоследствии Государственной Библиотекой Узбекистана им. А. Навои.
Так как Туркестанский край, отстоящий в 1867 году на девяносто дней пути от культурного центра России — Петербурга, был малоизученной, но чрезвычайно интересующей многих областью, то необходимость систематических исследований этого края для наиболее эффективного использования всех таящихся в нём возможностей, необходимость изыскания путей сообщения, которые соединили бы вывоз того сырья, в котором была так заинтересована русская промышленность, — все это выдвигало задачу сбора материала, касавшегося Туркестана и сопредельных с ним стран.
Небогатая вначале литература о крае стала быстро пополняться новыми материалами учёных исследователей и целым рядом переводов иностранных монографий. Были изданы труды Н. М. Пржевальского, И. В. Мушкетова, путевые записки П. П. Семенова и Н. А. Северцова — исследователей Тянь-Шаня, работы Н. А. Маева о Туркестанском крае и др. Одновременно в периодических изданиях появилось множество статей, часто впервые затрагивающих и освещающих политические и экономические вопросы, историю, этнографию и культуру Центральной Азии.
Каждому, интересующемуся тем или иным вопросом, касающегося Туркестана, приходилось перелистывать множество газет, журналов и книг. И если поиски литературы, ознакомление с ней, связанные с кропотливым трудом, были ещё возможны в Петербурге, то на месте, в Туркестане, эта возможность была совершенно исключена.
В связи с этим генерал-губернатор края К. П. Кауфман 16 августа 1867 года обратился к министру народного просвещения Д. А. Толстому, вице-президенту Императорской Академии Наук В. Я. Буняковскому, директору Императорской публичной библиотеки И. Д. Делянову, президенту Императорского Русского Географического Общества Ф. П. Литке и начальнику Главного Штаба Ф. Л. Гейдену с просьбами о пожертвовании дублетов книг научного содержания для вновь организуемого туркестанского книгохранилища. Департамент народного просвещения пожертвовал Ташкенту некоторые из изданий Археографической Комиссии (собрание русских летописей, исторические акты и пр., в 25 томах). Правление Императорского Новороссийского университета подарило ташкентской библиотеке из дублетов университетской библиотеки 87 названий различных книг на русском, французском и немецком языках. Совет Императорского Московского университета прислал 66 сочинений по различным отраслям знания. Харьковский университет в 1869 году выслал несколько сочинений, написанных университетскими профессорами для получения учёных степеней, и в течение нескольких лет присылал университетские отчеты и протоколы своих заседаний. За короткое время было собрано 2200 томов (1200 названий), которые положили начало созданию Туркестанской публичной библиотеки. Разумеется, такого количества книг было явно недостаточно. Полезные сведения публиковались в различного рода заметках, газетных и журнальных статьях. Необходимо было эти материалы собрать, систематизировать и сохранить как ценный источник для исследовательской работы. Это ответственное дело К. П. Кауфман поручил известному библиографу Владимиру Измаиловичу Межову.

## Владимир Измайлович Межов
Среди деятелей русской библиографии второй половины XIX в. В. И. Межову принадлежит одно из первых мест. За свою почти сорокалетнюю деятельность он сделал так много, как не удавалось сделать никому из библиографов его времени в России и за границей. Литературное наследие Межова, насчитывающее более ста томов библиографических трудов, представляет собой обширный свод литературы по многим отраслям знаний, дающий в совокупности библиографию истории России, её науки и культуры за значительный период.
Владимир Измайлович Межов родился 17 мая 1830 года в Саратовской губернии в небогатой дворянской семье. Отец его — штаб-лекарь Измаил Тимофеевич Межов — умер через три месяца после рождения сына.
В 1840 году, когда Межову исполнилось 10 лет, он, при содействии поэта В. А. Жуковского, был принят в Гатчинский сиротский институт, готовивший чиновников для государственной службы и дававший преимущественно юридическое образование.
По окончании института он в 1851 году по собственному желанию был зачислен в Публичную библиотеку. На этой работе быстро проявляются способности и трудолюбие Межова.
В 1856 году А. А. Краевский обратился в императорскую Публичную библиотеку, получавшую обязательный экземпляр, с просьбой составлять для «Отечественных записок» квартальные списки новых книг для опубликования в «Библиографических листах „Отечественных записок“». Составление этих списков было поручено регистратору обязательного экземпляра — Межову.
Так началась библиографическая деятельность Межова. В дальнейшем он сотрудничает с журналами «Русская беседа», «Библиографические записки», «Журнал министерства внутренних дел», «Книжный вестник».
Организовав своевременный учёт вновь выходящих книг и периодических изданий, Межов этим не удовлетворился. Вне учета оставалась огромная масса статей из журналов и газет, то есть наиболее живая, актуальная, полемическая и действенная часть русской литературы. С 1858 года он приступил к расписыванию статей из всех периодических изданий, поступавших в имп. Публичную библиотеку, и объединил эти материалы с библиографией книг и периодических изданий, которую он вел с 1856 года.
Так было положено начало огромной картотеке всей вновь выходящей литературы как книжной, так и статейной. Картотека текущей литературы стала для Межова основой для публикации общих и разнообразных тематических библиографий.
В 60-х годах XIX века Межов работал главным образом над библиографией географии, статистики и этнографии (которой занимался в течение 20 с лишним лет), библиографией народного образования, правоведения и крестьянского вопроса.
В 70-х годах XIX века Межов перестал заниматься крестьянским вопросом, а также и народным образованием. Он обращает внимание на новые вопросы и выпускает библиографию налогового, рабочего и еврейского вопросов, работает над торговой библиографией (каталоги Базунова, Исакова и Глазунова), принимается за колоссальный (25-30 томов) указатель журнальных и газетных статей, напечатанных в первой половине XIX в.
В 80-х и начале 90-х годов, не прерывая торговой и географической библиографии, а также и библиографии журнальных и газетных статей, Межов развертывает свои работы над «Русской исторической библиографией» (на средства золотопромышленника И. М. Сибирякова) и над «Библиографией Азии» (по поручению генерального штаба).
Наряду с этим он выпускает свои библиографические монографии по статистике, «благотворительности» и уникальнейшую библиографию «Pushkiniana».

## Межов и фон Кауфман
Неудивительно, что именно к нему обратилась администрация колониального Туркестана с предложением заняться составлением сборника, охватывающего все газетные и журнальные публикации, касающиеся Центральной Азии и сопредельных с нею стран, а также научные труды на ту же тему как русских, так и иностранных авторов. В. И. Межов с охотой откликнулся на это предложение. Он писал: «Приобретение такого края, каков Туркестанский, имеет огромное значение для России. Оно обезопасило наши восточные границы, … но особенно оно важно в торговом отношении, открыв нам среднеазиатские рынки для сбыта наших мануфактурных товаров. Быть может недалеко и то время, когда наши караваны будут доходить до Индии и, взамен наших мануфактурных произведений, привезут нам сокровища Востока. Проведение железной дороги, в недалеком будущем, через наши среднеазиатские владения вплоть до самой Индии, для чего имеются многие проекты, ещё более разовьет нашу торговлю. Недаром англичане, повсюду охраняющие свои торговые интересы, зорко следят за каждым поступательным движением русских вглубь Средней Азии … В своей литературе они внимательно следят за всем, что выходит в свет по среднеазиатскому вопросу, составляют библиографические указатели и т. п. Будем ли мы дремать в это время.».
Об истории создания сборника сам Межов в одном из своих писем рассказывал так: «В 1867 году К. П. Кауфман обратился ко мне через посредство И. С. Идарова с предложением составлять для него библиографические указатели книг и статей, относящихся к средней Азии вообще и Туркестанскому краю в особенности. При личном свидании с ним я представил, что один голый перечень заглавий, при такой отдаленности Ташкента от столицы для него не будет иметь практического значения. Взамен этого я предложил ему составлять „Туркестанский сборник“, в который входили бы самые книги и статьи. Он изъявил согласие и на первый раз, в виде опыта я послал ему в Ташкент 10 томов, за что получил вознаграждение 1000 рублей. Такое неожиданное и щедрое вознаграждение заставило меня усилить мои труды и в следующие годы, за тот же гонорар я посылал от 20 до 30 томов. Наконец, в последующие годы управления Туркестанским краем К. П. Кауфманом, я условился доставлять ему ежегодно от 40 до 50 томов за 1000 рублей вознаграждения.».
Находясь постоянно в Петербурге и имея, таким образом, возможность следить за выходящими в свет книгами и периодическими изданиями, Межов, располагая отпущенными ему для этого Туркестанским генерал-губернатором средствами, приобретал и собирал всё, касающееся Центральной Азии и сопредельных с ней стран. Он собирал не только капитальные труды, но и самые маленькие незначительные заметки: «… Библиотека, заключавшая в себе все, что было написано о крае, должна принести несомненную пользу. Почему знать, быть может некоторые из статей, входящих в состав „Сборника“, и не только капитальных, но и даже, по-видимому, ничтожных могут кинуть новый свет на какой-либо административный и экономический вопрос. Вследствие сего, составляя „Туркестанский сборник“, я не пренебрег ни одной статьей, касающейся Средней Азии вообще и Туркестанского края в особенности».
В письме к Кауфману Межов писал о значении составляемого им « Туркестанского сборника»: « … Полная уверенность, что он может принести немалую пользу краю, вверенному Вашему управлению, руководила мной при составлении этого большого труда. Надеюсь, что Вы останетесь им вполне довольны. В состав его вошли не только одни статьи из журналов и газет, но и целые отдельные сочинения по Средней Азии вообще и Туркестанскому краю в особенности. Подобный труд я считаю крайне необходим для такого края, как Туркестанский, удаленного от центра… Кроме того, имея в моём сборнике под руками всё, что в последние годы писали о Средней Азии и Туркестане, Вы будете иметь возможность печатно опровергнуть разные небылицы и часто умышленные искажения фактов тех лиц, которые писали с чужих слов или старались видеть предмет через призму своекорыстных видов и мелких личных интересов».
По предположению известного библиографа Узбекистана Е. К. Бетгера прототипом этого колоссального собрания послужил составленный бывшим управляющим Казённой палатой С. А. Идаровым для собственного употребления «Сборник статей, относящихся до среднеазиатских ханств и киргизской степи», состоящий из шести томов с 84 статьями. Идаров составлял их в систематическом порядке: т. 1 посвящён Семиречью, т. 3 — Киргизской степи, т. 5 — Хиве, т. 7 — Аральскому морю и Сырдарье. Эти сборники имели весьма важное значение и, по словам Дмитровского, «составляли в то время единственный материал для ознакомления с краем».
Кауфман придавал большое значение «Туркестанскому сборнику», очень им дорожил, подчёркивал его значение «для пользы и развития знания среднеазиатских владений наших». Он указывал, что сборник является прекрасным материалом для желающих заниматься изучением Средней Азии. Первые десять томов вначале Кауфман хранил у себя как личную библиотеку. В 1876 году они были переданы в Туркестанскую публичную библиотеку.
Всего за время губернаторства Кауфмана вышло 250 томов. В 1882—1889 гг. при губернаторах Черняеве и Розенбахе было составлено ещё 166 томов. Таким образом, общее количество томов было 416, содержавших 4 713 названий на русском, французском, немецком, английском, итальянском, испанском и латинском языках. Общая сумма расходов на составление Сборника равнялась 23169 рублей.

## Структура Туркестанского сборника
Весь собранный для «Туркестанского сборника» материал оформлялся следующим образом: газетные статьи вырезались, наклеивались на белые листы бумаги, статьи из журналов и книги расшивались и отдельные листы вклеивались в бумажные рамки. Только журнальных и газетных вырезок в «Туркестанском сборнике» насчитывалось свыше десяти тысяч. Обработанный таким образом материал переплетался в тома одинакового формата, которые снабжались напечатанными в типографии титульными листами. Межов подбирал книги, журнальные и газетные статьи по мере выхода их в свет, соблюдая, таким образом, хронологическую последовательность.
В 1868 году в предисловии к первому тому составитель пишет следующее: «Кто постоянно следит за литературой, знает, как бедна она сочинениями, относящимися до отдаленных стран, лежащих в глубинах Средней Азии … Три — два сочинения в год — вот весь наш умственный вклад в сокровищницу знаний о странах, которые делаются для нас со дня на день всё более интересными. Я говорю здесь собственно о книгах. Что же касается статей в наших повременных изданиях … то одна их многочисленность доказывает уже, что общество чрезвычайно как интересуется нашими новыми приобретениями в Средней Азии. Вследствие сего и я, желая своими слабыми трудами быть сколько-нибудь полезным вновь приобретенному краю, решился в дополнение к библиотеке … присоединить свой настоящий сборник статей, рассеянных в многочисленных наших, и если возможно и иностранных повременных изданиях. Всех томов за 1867 год будет четыре. В первых двух томах заключаются статьи из газет, написанные, большей частью, под влиянием минуты и совершившегося события, вследствие сего имеющие характер полемический, односторонний и поверхностный. В двух следующих томах я предполагаю поместить статьи из журналов. Будучи более обдуманны и имеющие своим предметом более или менее серьёзные и научные исследования и описания, они, я надеюсь, принесут более пользы, чем первые».

## Систематический и азбучный указатель
Ориентироваться в большом и разнообразном материале «Туркестанского сборника» позволяют «систематический и азбучный указатель сочинений и статей на русском и иностранных языках», также составленные Межовым. Алфавитные указатели делятся на три части:
1. указатель авторов, переводчиков и имён, встречающихся в библиографии.
2. указатели местности и имён.
3. указатель авторов и предметов, встречающихся в иностранной библиографии.

В этих указателях наряду с отсылкой к соответствующему тому «Туркестанского сборника» дана ссылка на издание, в котором помещён тот или иной материал. Это даёт возможность использовать литературу, вошедшую в сборник, не только в Ташкенте, где он хранится. Сам Межов в предисловии к первому тому указателя писал: «Вообще я составил свой указатель в таком виде, чтобы он был пригоден не только для тех лиц, которые имеют возможность иметь под руками самый „Туркестанский сборник“, но и для всех интересующихся литературой, о Средней Азии вообще и Туркестанскому краю в особенности. С этой целью я возле каждого заглавия статьи, находящейся в „сборнике“ поместил ссылку на то периодическое издание, откуда она извлечена».
Весь материал в систематическом указателе к сборнику сгруппирован следующим образом:
1. Средняя Азия вообще
а. сочинение исторического, географического и политического содержания.
б. путешествия по странам Средней Азии и разные учёные экспедиции.
2. Средняя Азия, в особенности русские владения Средней Азии
а. география, статистика, этнография
б. история и ей вспомогательные науки
в. политико-экономические и юридические науки
г. сельское хозяйство и промыслы: земледелие, садоводство, лесоводство, скотоводство и коневодство. Пчеловодство и рыболовство.
д. технология, шелководство, хлопок, виноград.
3. Горная промышленность.
а. естественные и математические науки.
б. медицина.
в. библиография, языкознание и изящная словесность.
4. Владения в Средней Азии, неподвластные России.
а. Бухара — Хива.
б. Туркмения.
в. Монголия, Джунгария, Восточный Туркестан.
г. Кашгар.
д. Английские владения Индии по отношению к Средней Азии, Афганистан, Герат и другие владения.

## Содержание Туркестанского сборника
Содержание «Туркестанского сборника» исключительно богато и разнообразно. На страницах этой своеобразной летописи можно найти сообщения и описания касающихся разнообразных сторон жизни нашего края во всех подробностях. Завоевание центральноазиатских государств, устройство и колонизация края, экономика его, изучение производительных сил, история и этнография народов Центральной Азии, — всё, что нашло в своё время отражение в печати, собрано в «Туркестанском сборнике». Исследователю, работающему над любой темой колониального Туркестана, не нужно производить длительных и кропотливых розысков в каталогах и картотеках, выписывать десятки комплектов журналов и газет, собирать множество книг, брошюр, карт, справочников, часть которых могла просто не сохраниться в отдельных изданиях. Достаточно, вооружившись указателями, обратиться к сборнику — и весь огромный печатный материал раскроет перед интересующимся все подробности разрабатываемой им темы.
Перелистывая страницы Сборника том за томом, мы можем восстановить всю жизнь края во всех подробностях. В 1867 году образовано Туркестанское генерал-губернаторство. Страницы петербургских и московских газет наводняются статьями, часто носящими поверхностный, пристрастный характер полемики, но могущими навести исследователя на забытые факты, освещённые с неожиданной стороны. Начинающиеся устройство края, обсуждения проекта положения об управлении краем, первые шаги царской администрации, взаимоотношение её с местными жителями — всё это отражено в первых томах Сборника.
С 5 тома в Сборнике появляется масса статей о торговле, о среднеазиатских рынках, о возможностях края. Инженер Татаринов помещает в «Горном журнале» статьи о залежах каменного угля в Каратау, о возможности его разработки. В 14 томе мы находим уже его рапорт горному департаменту о положении каменноугольного дела в Туркестанской области; в 16, 60 и 73 томах — о работе татариновских копей. Также можно проследить целый ряд других открытий и исследований.
В томах 6 и 7 собран весь материал о взятии Самарканда, Ура-Тюбе, о наступлении вглубь Бухарского эмирата.
Завоевание Кокандского ханства освещено исчерпывающе. В 23 томе даётся большая статья из «Военного сборника» о Кокандском ханстве и несколько газетных вырезок с историко-экономическими сведениями, в 30 томе помещён «Военно-статистический сборник» под редакцией Н. Н. Обручева. В томе 114 мы находим статью из «Военного сборника» за 1875 год, освещающую всю историю Кокандского ханства, вплоть до событий 1875 года, а в томе 117 тот же «Военный сборник» даёт в трёх статьях события 1875 года — военные действия против кокандцев по официальным документам. Межов собрал также в одном томе все статьи из газет «Русский мир» и «Русский инвалид», содержащие донесения с театра военных действий. И далее, в томах 125, 126, 148, 152 и 158 — огромное количество газетных и журнальных статей и отдельных книг по тому же вопросу. Таким образом, «Туркестанский сборник» может, безусловно, служить исчерпывающим источником для всех, интересующихся историей завоевания, экономикой, торговлей и этнографией Коканда.
Подобным же образом освещены все хивинские походы, начиная с походов яицких казаков и кончая походом 1873 года.
Материал о последнем походе Межов собрал и сконцентрировал в томах с 42 по 111 и расположил последовательно, начиная с лекций Потто «О степных походах», читанных им в Оренбургском юнкерском училище в 1872 году и являющихся как бы подготовкой к походу 1873 года. Далее помещены все статьи, освещающие поход со стратегической, тактической, фортификационной, военно-административной, организационной и других сторон. Потом следуют газетные вырезки, касающиеся самого похода, телеграфные сообщения, рапорты, донесения. Журналы «Военный сборник» и «Вестник Европы» печатают статьи Соболева, Костенко, Ибрагимова, Колокольцева и других, где также рассматривается хивинский поход под различными углами зрения. 88 том Сборника заключает книгу американского журналиста Мак-Гахана, непосредственного участника похода (вышла в Америке и переведена в 1875 на русский язык), полно резюмирующего события 1873 года.
Последующие годы после Хивинского похода богаты экспедициями и исследованиями. Иные из этих экспедиций имели своей задачей чисто географические исследования, другие собирали материалы естественно-исторического изучения края, для ознакомления с его производительными силами. Производились топографические съёмки, астрономические наблюдения, собирались статистические сведения и т. п. Результаты всех этих работ появились на страницах печати сначала в повременных изданиях, в виде отдельных сообщений, отчётов, а потом в многотомных трудах, вроде Трудов Арало-Каспийской экспедиции, путешествия Пржевальского, геологических трудов Мушкетова, путешествия и исследования горной страны Тянь-Шаня Северцева. Печатаются труды Маева, Федченко и др., и всё это собирается Межовым в «Туркестанский сборник».
Большое значение В. И. Межов придавал собиранию статей экономического характера — о состоянии торговли и её перспективах, об обнаруженных в крае залежах полезных ископаемых, в частности о возможностях разработки запасов каменного угля, о возникновении первых промышленных предприятий, о строительстве железных дорог и т. д.
Все материалы исторического, экономического, статистического, этнографического, литературоведческого, искусствоведческого характера облегчали работу современного исследователя, как удачно сказал Д. И. Логофет, — «по отыскиванию мельчайших крупинок среди безбрежной и бездонной пучины бумажного моря печатных произведений». Ни один исторический труд, ни одна докторская или кандидатская диссертация о колониальном прошлом Узбекистана и других центральноазиатских республик не могут обойтись без этого собрания публикаций.
«Туркестанский сборник» является совершенно уникальным культурным явлением, поскольку далеко не все из публикаций, которые в нём имеются, — а это газеты, журналы, книги, издававшиеся в различных городах России во второй половине XIX века, — сохранились в стране, пережившей за это время несколько революций, гражданскую войну, две мировые войны и бурные девяностые.

## Прекращение составления Сборника
Составление и выход в свет Туркестанского сборника продолжалось регулярно вплоть до 1887 г. В среднем в год выходило по 20 томов.
В 1884 году генерал-губернатор Туркестана Н. О. Розенбах, усомнившись в полноте и ценности составляемого Межовым сборника, а главным образом, заинтересовавшись финансовой стороной этой работы, поручил Н. П. Остроумову и Н. В. Дмитровскому ознакомиться со сборником и дать своё заключение о целесообразности его продолжения. Н. В. Дмитровский в «Записке члена комиссии о составлении „Туркестанского сборника“», написанной совместно с Н. П. Остроумовым, дал подробный анализ работы Межова. Текст этой записки, к сожалению, не сохранился, однако черновик её в 1924 году обнаружил в Ленинграде известный библиограф-краевед Н. А. Буров. В ней содержится разбор более чем 300 томов сборника, вскрыты его основные недостатки и указано, что Межов, всецело поглощенный своими библиографическими трудами, отнёсся к порученному ему делу не с тем вниманием, какого оно заслуживало, в результате чего было пропущено большое число важных сочинений или включены материалы, не относящиеся непосредственно к Туркестану.
Разумеется, многие из перечисленных недостатков «Туркестанского сборника» действительно имели место. Но в целом Сборник — издание несомненно ценное — не заслуживало столь критической оценки. Скорее всего, речь должна была идти о более широком охвате издававшихся о Туркестанском крае материалов, о более внимательном их отборе, то есть об улучшении «Сборника», а вовсе не о его ликвидации. Тем не менее, генерал-губернатор Розенбах, основываясь на этой докладной записке Н. В. Дмитровского и Н. П. Остроумова, решил, что не целесообразно тратить ежегодно на составление Сборника большую сумму и признал необходимым прекратить его издание. Генерал-губернатору показалась, очевидно, чрезмерной отпускаемая ежегодно на эти цели сумма — 660 рублей.
В письме правителя канцелярии генерал-губернатора к Межову от 3 июля 1887 года, хранящемся в Центральном Государственном Архиве Узбекистана, говорится: «Ввиду уменьшения кредита на содержание Туркестанской Публичной библиотеки и недостаточности такового на покрытие всех производившихся до сих пор Библиотекой расходов, в том числе и по изданию „Туркестанского сборника“, если таковые имеются, образовать соответствующее количество томов Сборника, которые и высылать по-прежнему в генерал-губернаторскую канцелярию.».
Таким образом, с 1887 года по распоряжению администрации работа над столь важным в то время научным предприятием прекратилась, чем был нанесён огромный вред дальнейшему изучению края. Следует сказать, что немалую роль в издании упомянутого распоряжения сыграли и иные обстоятельства. Н. П. Остроумов писал: «Для времени Кауфмана этот сборник (то есть Туркестанский сборник) имел неоценённое значение, так как в русской литературе только с завоевания Ташкента стали появляться географические, этнографические и исторические сведения о новозавоёванном крае, дотоле неизвестном для научных исследований европейцев ’’.
Первые двадцать лет устройства и освоения Туркестанского края были периодом кипучей деятельности многочисленных экспедиций, исследований, создания больших капитальных трудов, а в следующее двадцатилетие наступила пора некоторого затишья. Перемена во взглядах отразилась, очевидно, на ряде статей расхода по краю во вновь утверждённом бюджете.
В сохранившихся письмах самого Межова, для которого упомянутое распоряжение явилось большим ударом, звучит неподдельное огорчение. В письме от 24 августа 1887 года он пишет: « … с большим прискорбием узнал, что И. О. Розенбах решился прекратить составление Сборника. Что ж сделать, против этого нечего возражать. Против нет, говорит пословица, и суда нет». И в другом письме от 10 октября Межов, посылая в Ташкент последние 16 томов сборника, пишет: «Очень прискорбно было мне кончать дело, которым я занимался 25 лет, но делать, видно, нечего».
Сожаление В. И. Межова разделяли многие учёные, так как в течение последующих двадцати лет книжный и газетный материал никем не собирался, и восполнить этот перерыв уже было невозможно, несмотря на старания позднейших продолжателей труда Межова.

## «Ташкентский» период Туркестанского сборника
«Туркестанский сборник» обычно принято подразделять на две части: к первой части относятся тома 1 — 416 (1867—1887 гг.), собранные выдающимся русским библиографом В. И. Межовым (1830 −1894), а ко второй — тома 417—594. Такое деление «Туркестанского сборника» вполне закономерно и объясняется, конечно, тем что между названными частями лежит большой промежуток времени в целых двадцать лет.
Прежде всего, нужно сказать, что Сборник хранился в хороших условиях и находился в полном порядке, и он был самым популярным среди других книг Туркестанской Публичной библиотеки (например, в 1903 году его выдавали в читальный зал (на дом не разрешалось брать) 609 раз). И не удивительно, что многим хотелось возродить это уникальнейшее собрание печатных материалов, но Межова к тому времени не было в живых, а в Петербурге и в Москве уже не было людей, подобно ему как бы созданных для библиографических начинаний такого рода. Однако в Ташкенте к тому времени были уже и библиографы и ряд выдающихся краеведов, группировавшихся вокруг Туркестанского Отдела Географического Общества, да и сама Публичная Библиотека к этому времени значительно выросла и окрепла. И вот на смену «петербургскому» периоду в истории «Туркестанского сборника» наступает «ташкентский», когда вся работа по его составлению производится в основном в стенах Туркестанской Публичной библиотеки силами местных деятелей.
Вопрос о возобновлении составления «Туркестанского сборника» был поднят 1898 году, но дальше обсуждения дело не пошло. Только в 1907 году по инициативе Наблюдательного комитета, созданного ещё в 1876 году для лучшего управления работой библиотеки (в то время он назывался «Особой комиссией») была начата это большая и нужная работа. Дело составления Сборника комитет поручил выбранному из своей среды Бюро, в состав которого вошло много желающих, но фактически в нём работали отставной статский советник, библиограф Н. В. Дмитровский, отставной коллежский советник, этнограф А. А. Диваев и заведующий Туркестанской Публичной библиотекой титулярный советник И. П. Зыков, а также впоследствии изъявил желание помогать не входящий в состав комитета губернский секретарь, востоковед Ю. Ф. Бонч-Осмоловский.
На составление Сборника в год выделялось 1000 рублей:.
Жалованье переписчице — 283 руб. 60 коп.
Переписка указателя — 35 -
Переплёт томов 67 -
Печатание оглавлений 57 -
Наклейка вырезок 321 — 40 -
Газеты и журналы 19 — 27 -
За вырезки из газет 21 — 86 -
Бумага 87 — 40 -
Рамки для вырезок 10 -
4 регистратора и ножницы 10 — 72 -
Всего было составлено вышеуказанными лицами 127 томов Сборника, на которые было истрачено свыше 4000 рублей. Главная роль в его составлении принадлежала Н. В. Дмитровскому.
Знакомясь с послемежовскими томами «Туркестанского сборника», мы прежде всего замечаем, что в них изменилось наименование: вместо сложного заглавия, данного первым составителем («Туркестанский сборник сочинений и статей, относящихся до Средней Азии вообще и Туркестанскому краю в особенности, составляемый по поручению г. туркестанского военного генерал-губернатора… В. И. Межовым», с местом выхода СПб.), на титульных листах последних 175 томов читаем: «Туркестанский сборник статей и заметок из русских и иностранных газет. Сборник составляется по поручению туркестанского генерал-губернатора», внизу место выхода — Ташкент. На первых 34 из них (тома 417—450) добавлено «Н. И. Гродекова» и приведен год — 1907. Начиная с 451 тома, фамилия генерал-губернатора исчезает, а год указывается 1908 до 492 тома включительно. Тем же годом помечен 494 том; Томы 493 и 495 почему-то датированы снова 1907 годом. С 496 до конца год выхода отсутствует.
Нужно отметить, что тома вышедшие под руководством Н. В. Дмитровского (тома 417—543) создавались совсем не так, как первые, межовские сборники. Их составители работали на отдалённой окраине, какой был в те времена Туркестан, и не могли пользоваться теми преимуществами, которыми располагал за десятки лет до этого столичный библиограф. Находясь вдали от русских книжных центров, Наблюдательный комитет «постановил вносить во вновь издаваемый сборник лишь статьи, появляющиеся только в периодической печати или небольшими брошюрами, а отдельные сочинения об Азии должны храниться в библиотеке на общем основании». Для получения материалов составители обращались в редакции в основном местных газет, а также сибирских, кавказских, московских и петербургских, в редакции журналов «Русская мысль», «Исторический вестник» и других, в областные статистические комитеты и научные учреждения..
81 том из 127 (64 %) состоит сплошь из газетных материалов 1907 и ближайших годов, главным образом местных (4 из них на узбекском и татарском языках — Томы 423, 446, 452, 476. Первые два, занятые вырезками из «Туркестанской туземной газеты» и «Вакт», составлены исключительно Диваевым). Следует, однако, отметить, что 13 из них содержат также вырезки из газет 70-х−90-х годов, что указывает на попытки составителей в какой-то мере пополнить пробелы, образовавшиеся в результате двадцатилетнего перерыва. Но попытки эти не могли не быть лишь самыми скромными, потому что более основательное пополнение «Сборника» пропущенными материалами превышало возможности ташкентских библиографов, даже такого, как Н. В. Дмитровский.
Гораздо более важный материал, заключённый в журнальных статьях, брошюрах и книгах, которым составители, вопреки принятому ими заглавию, не решались всё же пренебречь, содержится лишь в 46 томах (36 %), из коих 5 включали в себя опять-таки газетные вырезки. Таким образом, удельный вес их в послемежовских томах ещё более увеличивается. Это станет особенно заметным, если сравнить цифровые данные, относящиеся к этим 127 томам и к 416 томам В. И. Межова. Оказывается, что последние заключают в себе всего 4713 номеров, а первые — 5728, то есть 127 томов 1907—1910 годов содержат 55 % всего количества вырезок, имеющихся в 543 томах ’’ Туркестанского сборника ’’, а 416 томов 1867—1887 годов — лишь 45 %. Иными словами, на один том Межова приходится в среднем 11 номеров, а на один последующий (кончая 543) — 45, то есть в четыре раза больше..
Таким образом, сборник этого периода, несмотря на обилие томов, с точки зрения полноты материала, его разносторонности и концентрированности намного уступает томам, составленным В. И. Межовым. Например, статья под названием «Упражнение охотничьей команды саперного полубатальона в 1888 году» (т. 426) или «Индусская легенда о происхождении женщины» (т. 451) никакого отношения к Туркестану не имеют. Тома 430 и 431 заняты вырезками из «Русского инвалида» о путешествии Краснова по Сибири, Маньчжурии, Китаю и Индии.
Помещались статьи, совершенно не представляющие по содержанию краевого интереса: «О коневодстве в британской армии» (т. 424), «Эпизод из русско-турецкой войны» (т. 460), полемика мусульманских газет с Немировичем-Данченко, написавшим в «Русском слове», что удаление депутата Шульгина из думского зала походит на бегство Мухаммеда из Мекки в Медину (т. 421), Корреспонденция из Теджена о площадной ругани священника (т. 428), Заметка об уменьшении, по случаю военного положения, числа курортных дачников в городе Ялте (т. 460) и др.
Включённый в 127 томов «ташкентского периода» материал систематизирован, но не соблюдена хронологическая последовательность, которая позволила бы проследить главные события в жизни края. Во многих томах отсутствует оглавление, из-за чего трудно восстановить первоисточники многих статей.
В 1910 году «Туркестанский сборник» пережил новый кризис. Опять возник вопрос о средствах, отпускаемых на его составление. Главное же — не стало к этому времени Дмитровского, под руководством которого осуществлялась вся работа. В связи с этим в 1911 году к составлению сборника был привлечен видный востоковед Александр Александрович Семенов (1873—1958 гг.).
Всего под руководством и непосредственном участии А. А. Семенова было составлено 48 томов «Туркестанского сборника» (из 175 томов ташкентского периода). Семенов пересмотрел методы, которыми руководствовались его предшественники, пришёл к правильному выводу о необходимости прекратить собирание газетных вырезок. Такое решение объяснялось несколькими причинами. Во-первых, следует учесть, что во времена Межова — в период завоевания Центральноазиатских государств Россией взаимоотношения последней с Англией и соседними странами имели актуальнейшее значение и занимали внимание не только русской, но и зарубежной прессы, порождая многочисленные газетные передовицы и статьи, и Межов имел все основания сохранить их на страницах «Туркестанского сборника». К началу же XX столетия это положение существенно изменилось. В международных отношениях на первый план выдвинулись совершенно другие проблемы, центральноазиатская же тематика потеряла свою былую остроту. Во-вторых, А. А. Семенов учел то простое обстоятельство, что самих газет стало значительно больше — они издавались во всех более или менее крупных городах, иногда по две, три и более газеты в одном городе, и охватить их всех было просто физически невозможно. В-третьих, в значительно большем количестве, чем раньше, стали появляться крупные научные сочинения, печатавшиеся в виде журнальных статей и выходившие отдельными изданиями в виде книг. Поэтому-то Семенов и решил прекратить в дальнейшем собирание газетных вырезок, заполнивших собою, часто совершенно без достаточных оснований, первые 127 послемежовских томов.
Под этим углом зрения он в продолжение длительного времени изучал и отбирал накопившиеся материалы и выпустил первые свои два тома (544 и 545) лишь в 1914 году. В 545 томе Александр Александрович в последний раз отдает дань газетным вырезкам, выбрав из них 30 наиболее важных и присоединив к ним экономическое исследование В. В. Дынина о горцах верховьев Заравшана.
Таким образом, он сознательно вступил для пользы дела в противоречие с тем заглавием, которое ещё в 1907 году было сочинено для «Туркестанского сборника» и в котором последний объявлялся «сборником статей и заметок из русских и иностранных газет». К тому же перед А. А. Семеновым продолжала оставаться невыполненная его предшественниками задача по выявлению пропущенных материалов, от которой он не мог отказаться.
Но самое существенное в реформе «Туркестанского сборника» состояло в том, что Александр Александрович придал его томам систематический характер, посвятив каждой из них отдельной теме. Если кое-какие намеки на это наблюдались у Межова, то в трудах первых его продолжателей этого уже не было, за исключением разве тех случаев, когда собирались вместе статьи из одного какого-либо специального журнала, вроде Известий Русского Географического Общества. А в работе А. А. Семенова идея систематизации материала стала руководящим принципом. Уже в 544 томе из восьми статей находим пять на одну тему (описание частей Бухарского эмирата); есть тома, посвящённые истории и археологии (546—548, 570,588-589, 591), мемуарам (559), этнографии (555, 566—569, 584, 589), филологии (556—557,587), беллетристике (581), географии (554,572-573,575,582-583, 585), геологии (552—553, 562,571), растительному миру (551,560,579), орошению и водопользованию (549—550), землепользованию и колонизации (565, 576—578, 586), сельскому хозяйству (561,564,574), городам (590) и другим вопросам.
Эта характерная черта семеновских томов выгодно отличается от предшествующих и даёт ясное представление о взглядах ученого на «Туркестанский сборник». Понимая, что собрать «всё» немыслимо, он не разменивался на мелочи, имея в виду навсегда сохранить в томах «Сборника» лишь самое важное, что появлялось о Туркестане в его время. С этой стороны особенно заслуживают внимание тома 566—569, посвящённые трудам А. А. Диваева; в них собрано 59 опубликованных им этнографических работ; тома 556—557 и 587, в которых заключены 15 важнейших местных филологических трудов того времени по языкам Центральной Азии, и тома 576—578 и 580 с чрезвычайно значительными материалами по землепользованию в предреволюционном Туркестане. Всего в 48 томах, подготовленных А. А. Семеновым, помещено 240 книг и журнальных статей и 30 газетных заметок.
Необходимо подчеркнуть, что при подборе материала Александр Александрович иногда вплетал в сборники и лично ему поднесённые труды с авторскими надписями, а также раскрывал псевдонимы, ныне вряд ли кому известные, и делал пояснения на некоторых особо любопытных изданиях. К подавляющему большинству составленных им томов Александр Александрович делал сам оглавления своим характерным каллиграфическим почерком; лишь к 11 последним томам он не успел их составить, так как в июле 1916 года должен был выехать из Ташкента. С его отъездом работа над составлением Сборника прекратилась.
В советское время работу над «Туркестанским сборником» продолжил Е. К. Бетгер — крупнейший библиограф-краевед Узбекистана.
Как выдающейся специалист по краеведению и библиографии Е. К. Бетгер не мог пройти мимо уникального сборника Межова. Ему принадлежит заслуга в составлении «Туркестанскому сборнику» ряда весьма ценных и полезных библиографических пособий — каталогов, указателей и т. п., представляющих большой научный интерес.
В 1939 году под редакцией Е. К. Бетгера были составлены последние три тома «Туркестанского сборника» (тома 592—594), содержащие подготовленную ещё в начале XX века работу М. А. Терентьева «История завоевания Средней Азии с картами и планами», после чего дальнейшее продолжение сборника было окончательно прекращено.

## Указатели О. В. Масловой и Е. К. Бетгера
Указатели к 175 томам «Сборника» ташкентского периода (т.т. 417—591) составлены советскими библиографами О. В. Масловой и Е. К. Бетгером. «Систематический указатель к 417—591 томам „Туркестанского сборника“», составленный библиографом-краеведом Масловой в 1940 году, охватывает отражённые в сборнике материалы, касающиеся только Туркестана. Классификация литературы в нём приведена в соответствии с современными требованиями библиографии.
Внутри рубрик материал расположен в хронологическом порядке. Всего указатель содержит 3630 описаний, часть из них сопровождается аннотациями. Имеется алфавитный указатель авторов и указатель географических названий. Как указывает в предисловии к своему указателю О. В. Маслова, они были составлены несколько отличным от Межова методом:
Во-первых, взят материал, касающийся только Туркестана, во-вторых, применена новая система классификации, в-третьих, введена детализация распределения материала.
Е. К. Бетгер, много внимания уделивший раскрытию содержания «Туркестанского сборника», в 1948 году составил указатель к томам, относящимся к странам, сопредельным с бывшим Туркестанским краем. Как Межов и Маслова, Бетгер, описывая какой-либо материал, помимо ссылок на соответствующий том «Туркестанского сборника», указывал источник, откуда этот материал взят. Таким образом, указатель имеет значение самостоятельного библиографического пособия: он даёт использовать богатейший материал о сопредельных с Туркестаном странах и без обращения к сборнику.
Материал в указателе расположен по странам в хронологическом порядке. Почти по всем описаниям даны подробные аннотации, раскрывающие содержание книги, статьи или уточняющие заглавие. В конце приложены вспомогательные указатели: авторов, собственных имен, географических и этнографических названий, упомянутых как в заглавиях, так и в аннотациях.